# Королівство (телесеріал)
«Королівство» (дан. Riget) — данський 13-ти серійний телесеріал, створений Ларсом фон Трієром. Виходив на данському телебаченні в 1994, 1997 роках (по 4 серії) та у 2022 (5 серій).

## Сюжет
Серіал розпочинається з прийому пацієнтки Сігрід Друссе, яка захоплюється спіритизмом і чує плач дівчинки в шахті ліфта. Після розслідування Друссе дізнається, що дівчинку декілька десятиліть тому вбив її батько, щоб приховати її незаконне народження. Для того, щоб заспокоїти її дух, Друссе починає шукати її тіло, в кінцевому рахунку знаходить його заспиртованим в скляній посудині в кабінеті професора патологічної анатомії Бондо.
Тим часом Стіг Хельмер, нещодавно призначений зі Швеції в нейрохірургічне відділення, намагається приховати свою відповідальність за недбало проведену операцію, через яку маленька дівчинка впала в хронічний вегетативний стан. Крім вимушеного управління відділенням (замість головного лікаря Моесгора, який має проблеми з психологоічним здоров'ям) Хельмер залучений в непрості відносини з анестезіологом Рігмор Мортенсен, який прощає хірургу всі його провини.
Патологоанатом доктор Бондо намагається переконати сім'ю чоловіка, вмираючого від раку печінки, пожертвувати хворий орган госпіталю для досліджень (по суті, він хоче роздобути його трофей — це буде друга за розміром сцінтіграмма печінки, яка коли-небудь була зафіксована). Коли його прохання відхилили, Бондо розповідає про відмову на черговій зустрічі таємного Братства докторів, і Хельмер пропонує трансплантувати уражену пухлиною печінку в тіло Бондо (пацієнт раніше підписував папір про донорство) для того, щоб орган став його власністю і саркома залишилася в госпіталі.
Інші сюжетні лінії: молодий студент-медик намагається спокусити медсестру, завідувачку лабораторії дослідження сну; машина-привид «швидкої допомоги» з'являється і зникає щоночі; молодий доктор організовує чорний ринок медичного обладнання; жінка-нейрохірург виявляє, що запліднена примарою і її дитина розвивається надзвичайно швидко. У кожному епізоді два посудомийника (обидва з синдромом Дауна) в деталях обговорюють дивні події в госпіталі.

## Художні особливості
Події розгортаються в нейрохірургічному відділенні Королівського госпіталю Копенгагена — головному госпіталі Данії, відомим під назвою «Riget». «Riget» перекладається як «царство», «королівство» і відсилає до дат. dødsriget — царства мертвих. Героями серіалу стають як персонал клініки, так і пацієнти, які стикаються з різними суспільними і паранормальними явищами. Особливостями серіалу є прихований гумор, жовто-коричнева колірна гамма і зернистість зображення (слідства зйомки ручною камерою), різка зміна кадрів (властива руху «Догма 95») і присутність двох посудомийників з синдромом Дауна, які обговорюють в деталях те, що відбувається в госпіталі і не беруть участі ніде більше в серіалі.
Перші три серії закінчуються епізодами, які зображують шведського нейрохірурга Стіга Хельмера на даху госпіталю, де він виглядає через протоку Ересунн шведську берегову лінію і кричить «Danskjävlar!» («Данська мерзота!») в якості реакції на данську дурість, з якої йому доводиться стикатися. Режисер Ларс фон Трієр з'являється під час титрів після кожної серії, пропонуючи загадкові коментарі сюжету. Комедійні елементи і сприйняття «потойбічного» пов'язують цей серіал з «Твін Піксом».
Деякі цитати:
|  | А мене в той час шокував "Нічний портьє" з усіма його символами й натяками. Мабуть, я багато запозичив з нього, коли знімав "Королівство" |

|  | Цей фільм («Епідемія») можна вважати свого роду начерком до «Королівства». |

## Продовження серіалу
Перші чотири серії закінчувалися численними питаннями без відповідей, і в 1997 році знімальна група знову зустрілася для створення продовження серіалу Riget II («Королівство II»). Серіал продовжився рівно з того місця, де закінчилася перша частина, і зберіг фірмову колірну гамму й тремтячий стиль зйомки. Ларс фон Трієр продовжував з'являтися під час титрів після кожної серії.
Фінал другого сезону залишав ще більшу кількість запитань, ніж перше «Королівство», так що режисери запланували третю частину. Однак через смерть в 1998 році Ернста-Хуго Ярегорда, який грав шведського нейрохірурга, і наступних смертей Кірстен Рольффес (фру Друссе) і Мортена Ротне Лефферса (чоловік-посудомийник) поява третьої частини стало дуже малоймовірною. Трієр насправді написав сценарій фінального третього сезону, але рішення про зйомки так і не було прийнято телеканалом Danmarks Radio. На той час уже п'ять з постійних акторів помер і продовжити зйомки виявилося неможливим. Покинутий сценарій був посланий продюсерам «Королівського госпіталю» Стівена Кінга, але невідомо, використовували вони сценарій чи ні.
Незважаючи на те, що це міні-серіал, він був включений до книги «1001 фільм, який Ви повинні подивитися».

## У ролях
- Ернст-Хуго Ярегорд — Стіг Хельмер
- Кірстен Рольффес — Сігрід Друссе
- Хольгер Юль Хансен — Ейнар Моесгор
- Сьорен Пільмарк — Йорген «Хук» Крогсхёй
- Гіта Ньорбю — Рігмор Мортенсен
- Йенс Оккінг — Бульдер Друссе
- Отто Бранденбург — Хансен
- Анневіг Скеллі Еббе — Марі Крюгер
- Бард Ове — Палле Бондо
- Біргітте Раберг — Юдіт Петерсен
- Петер Мюгінд — Мортен «Могг» Моесгор
- Мортен Ротне Лефферс — чоловік-посудомийник
- Віта Йенсен — ' жінка-посудомийка
- Сольбьерг Гефельдт — Камілла
- Удо Кір — Оге Крюгер/Молодший Брат
- Луїза Фрібе — Санні
- Лаура Крістенсен — Мона Йенсен
- Оле Бойсе — Крістіан
- Геннінг Єнсен - Боб
- Стеллан Скашгорд — шведський юрист

## Список серій

### Королівство
- Епізод 1: «Den hvide flok»/«Господар з пекла» (прем'єра — 24 листопада 1994)
- Епізод 2: «Alliancen kalder»/«Потойбічний світ» (прем'єра — 1 грудня 1994)
- Епізод 3: «Et fremmed legeme»/«Чуже тіло» (прем'єра — 8 грудня 1994)
- Епізод 4: «De levende døde»/«Живий мрець» (прем'єра — 15 січень 1994)

### Королівство II
- Епізод 5: «Mors in Tabula»/«Смерть на дошці» (прем'єра — 1 листопада 1997)
- Епізод 6: «Trækfuglene»/«Перелітні птахи» (прем'єра — 8 листопада 1997)
- Епізод 7: «Gargantua»/«Гаргантюа» (прем'єра — 15 листопада 1997)
- Епізод 8: «Pandæmonium»/«Обитель диявола» (прем'єра — 22 листопада 1997)

## Нагороди й номінації
- 1995 — 5 премій «Боділ»: найкращий фільм (Ларс фон Трієр), найкращий актор (Ернст-Хуго Ярегорд), найкраща актриса (Кірстен Рольффес), найкращий актор другого плану (Хольгер Юль Хансен), спеціальна премія (Нільс Вёрсель за написання сценарію).
- 1995 — призи за режисуру (Ларс фон Трієр) і найкращу чоловічу роль (Ернст-Хуго Ярегорд) на кінофестивалі в Карлових Варах.
- 1995 — приз за найкращий фільм на кінофестивалі в Сіетлі.
- 1998 — 2 премії «Боділ»: найкращий актор (Ернст-Хуго Ярегорд) і найкраща актриса другого плану (Біргітте Роберг).
- 1999 — призи за найкращу режисуру (Ларс фон Трієр) і найкращий сценарій (Ларс фон Трієр, Мортен Арнфред) на кінофестивалі «Фанташпорту».

## «Королівський госпіталь» Стівена Кінга
Американський письменник жахів Стівен Кінг написав 13-серійний міні-серіал, заснований на «Королівстві» і випущений на телеканалі American Broadcasting Company в 2004 році. Сюжет зберіг багато елементів первісного серіалу, хоча режисер і переніс госпіталь в місто Льюістон в штаті Мен і помістив його на місце текстильної фабрики, побудованої до Громадянської війни в США. Багато персонажів отримали свої імена від їх данських оригіналів (наприклад, Сігрід Друссе стала Саллі Друсе, а Стіг Хельмер — доктором Стегменом). Значною відмінністю в американських серіях стало введення гігантського мурахоїда, який розмовляє, в ролі духу наставника/смерті/Анубіса.